# Alnico

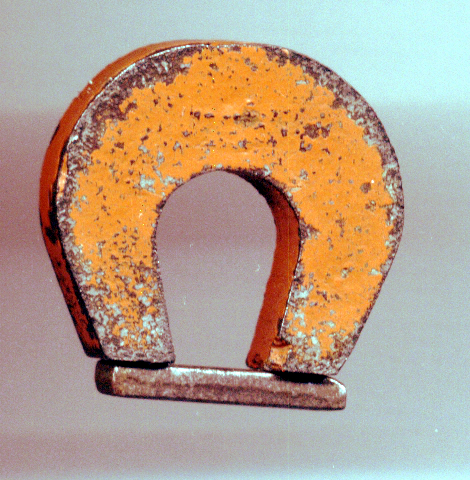
Un magnet fabricat din alnico

Alnico este un tip  de aliaj. După cum sugerează și numele, este compus în mare parte din aluminiu (Al), nichel (Ni) și cobalt (Co), însă poate conține și urme de cupru, fier și/sau titan. Aceste aliaje sunt feromagnetice, fiind utilizate pentru fabricarea magneților permanenți. Au punct Curie dintre cele mai ridicate (circa 800 grade Celsius).
Înaintea inventării magneților fabricați din pământuri rare, magneții din alnico erau cei mai puternici magneți permanenți.

## Caracteristici
Aliajele de tip alnico pot deveni magneți permanenți și pot fi magnetizate producând câmpuri magnetice puternice. Prezintă unele dintre cele mai ridicate puncte Curie dintre materialele magnetice, în jur de 800 °C, deși temperatura maximă la care pot fi utilizați este limitată la aproximativ 538 °C. Magneții din alnico sunt singurii care pot fi utilizați atunci când sunt aduși la incandescență.